# Warwickita
La warwickita es un mineral de la clase de los minerales boratos, y dentro de esta pertenece al llamado “grupo de la warwickita”. Fue descubierta en 1838 en Warwick (Nueva York) en (Estados Unidos), siendo nombrada así por esta localización. Un sinónimo poco usado es: enceladita.

## Características químicas
Es un mono-borato anhidro de varios metales: magnesio, titanio, hierro, cromo y aluminio.

## Formación y yacimientos
Se encontró por primera vez como pequeños cristales gris-negros incrustados dispersos en un mármol blanco. Aparece en rocas con boro metamorfizadas, tipo mármol y otras rocas carbonatadas.
Suele encontrarse asociado a otros minerales como: condrodita, sinhalita, espinela, diópsido, titanita, dravita, apatito, fluorita, escapolita, grafito, magnetita, ilmenita, pirita o pirrotita.